# 馬祖日報
《马祖日报》是一份在中華民國福建省連江縣地區發行的报纸。該報前身是《登步報》，名字來自於登步島大捷。 1957年9月3日更名為馬祖日報。马祖日报起初隶属於陸軍馬祖守備區指揮部，1964年起隸屬於馬祖戰地政務委員會，經費來自政府財政預算。 1992年起馬祖日報成為地方性報紙。